# Picchetto (tenda)

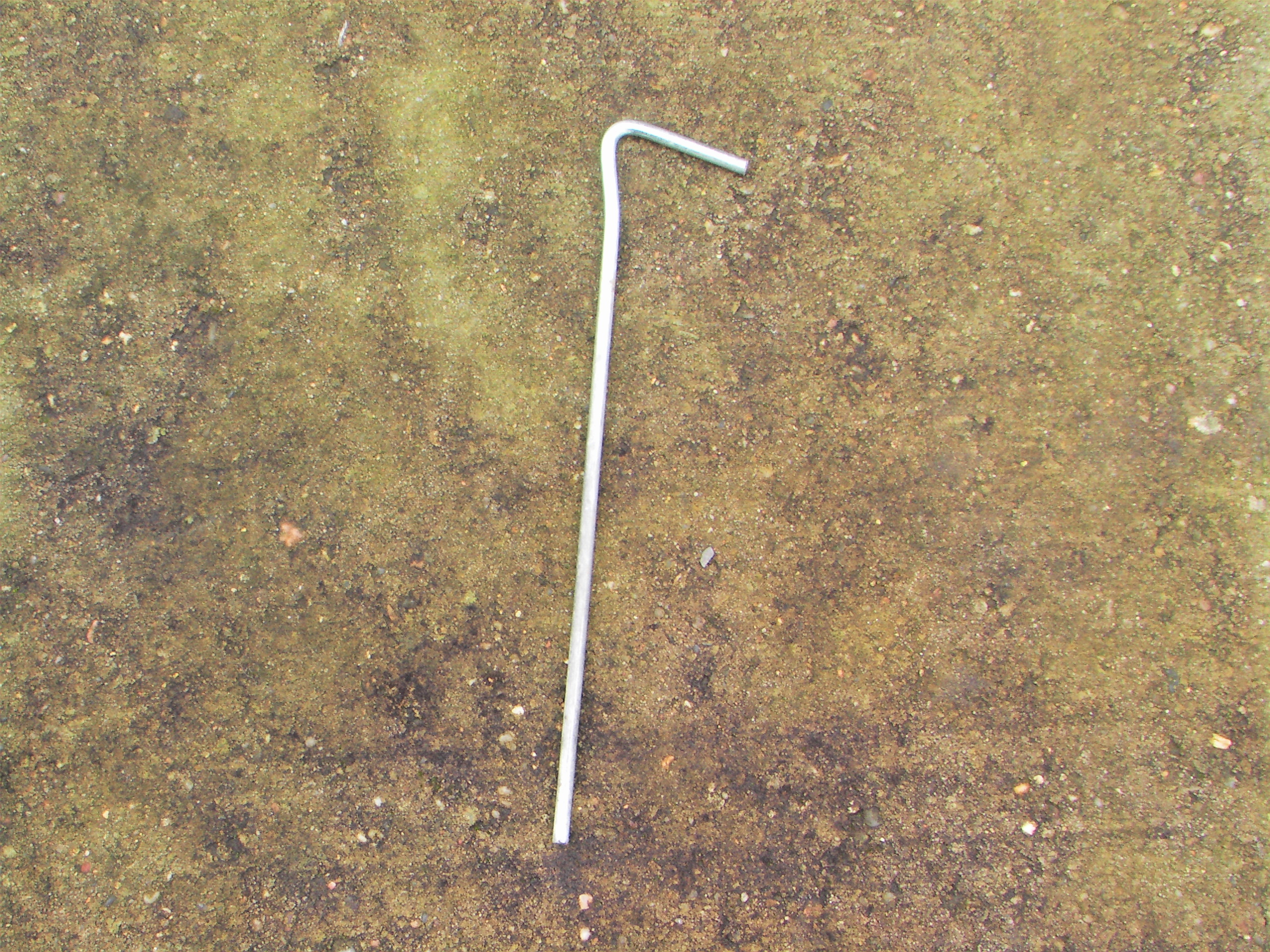
Un semplice picchetto di filo di ferro

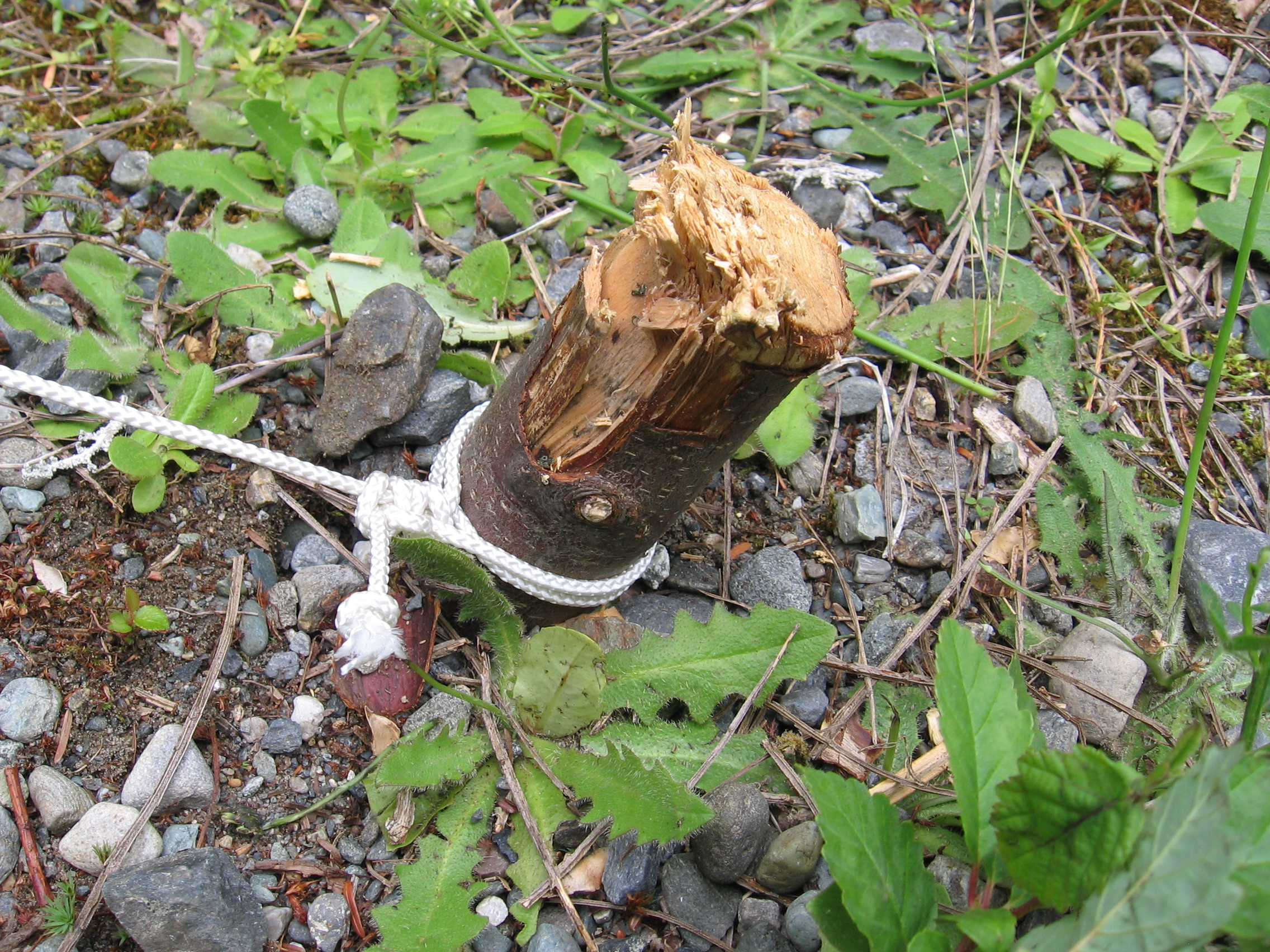
Un picchetto di legno

Un picchetto è un puntone, generalmente con un gancio o foro all'estremità superiore, di legno, metallo o plastica o altro materiale resistente, conficcato nel terreno per tenere in tensione le corde di una tenda, o le estremità della tenda stessa. Tradizionalmente il picchetto improvvisato è ottenuto dal ramo di un albero, sagomato per essere conficcato nel terreno e se necessario sagomato per il fissaggio delle corde.

## Uso

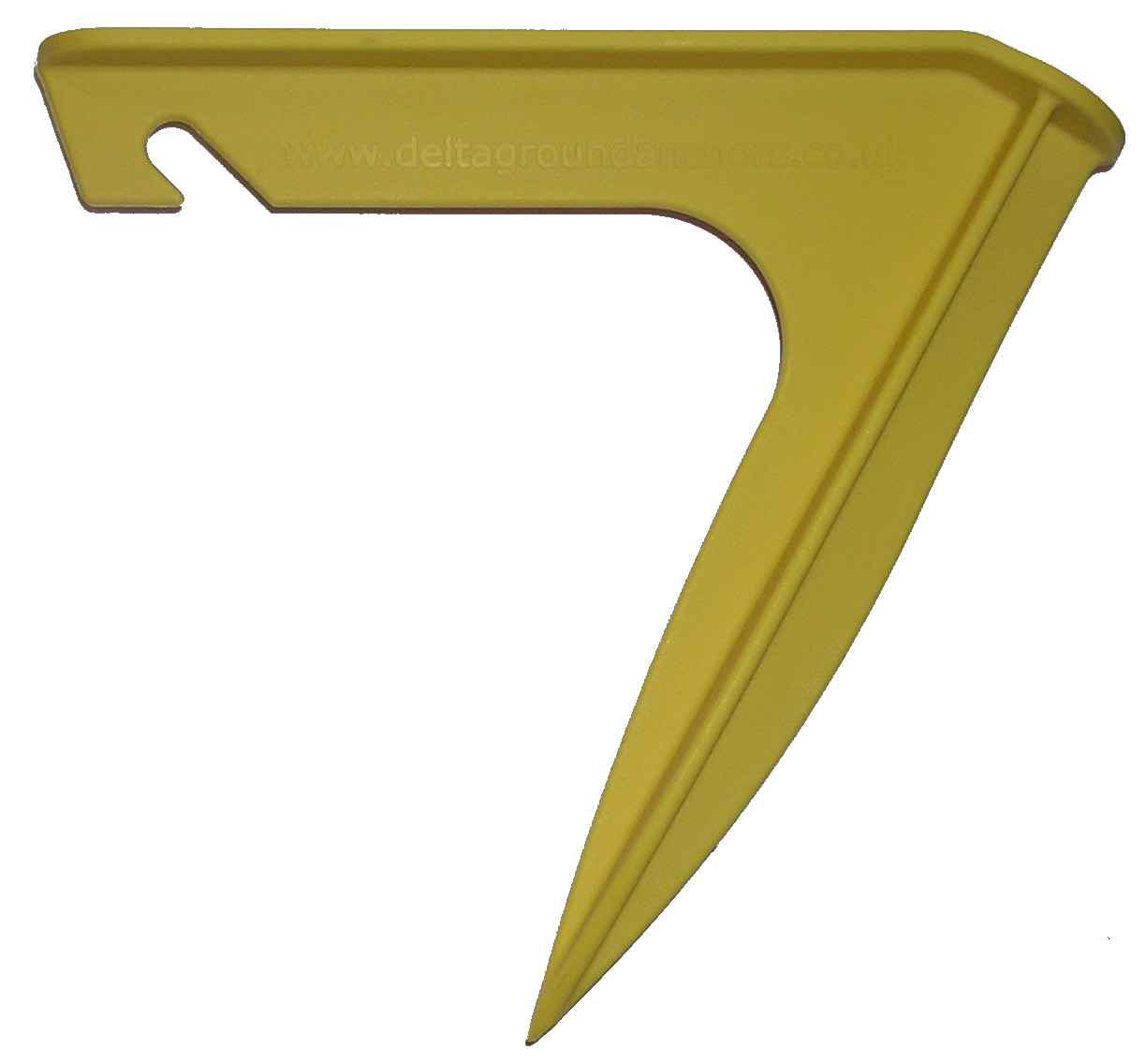
Picchetto a delta ("dog-leg" gamba di cane)

Generalmente il picchetto è conficcato nel terreno per ancorare la tenda stessa o le sue corde, questo per permettere il tensionamento della tenda e farla resistere agli agenti atmosferici.
I picchetti possono essere puntati nel terreno a mano o nella maggior parte dei casi con l'ausilio di un martello.
Il picchetto deve essere conficcato nel terreno fino a portare l'estremità superiore a livello della terra, così si ottiene la massima resistenza allo scalzamento.

## Storia

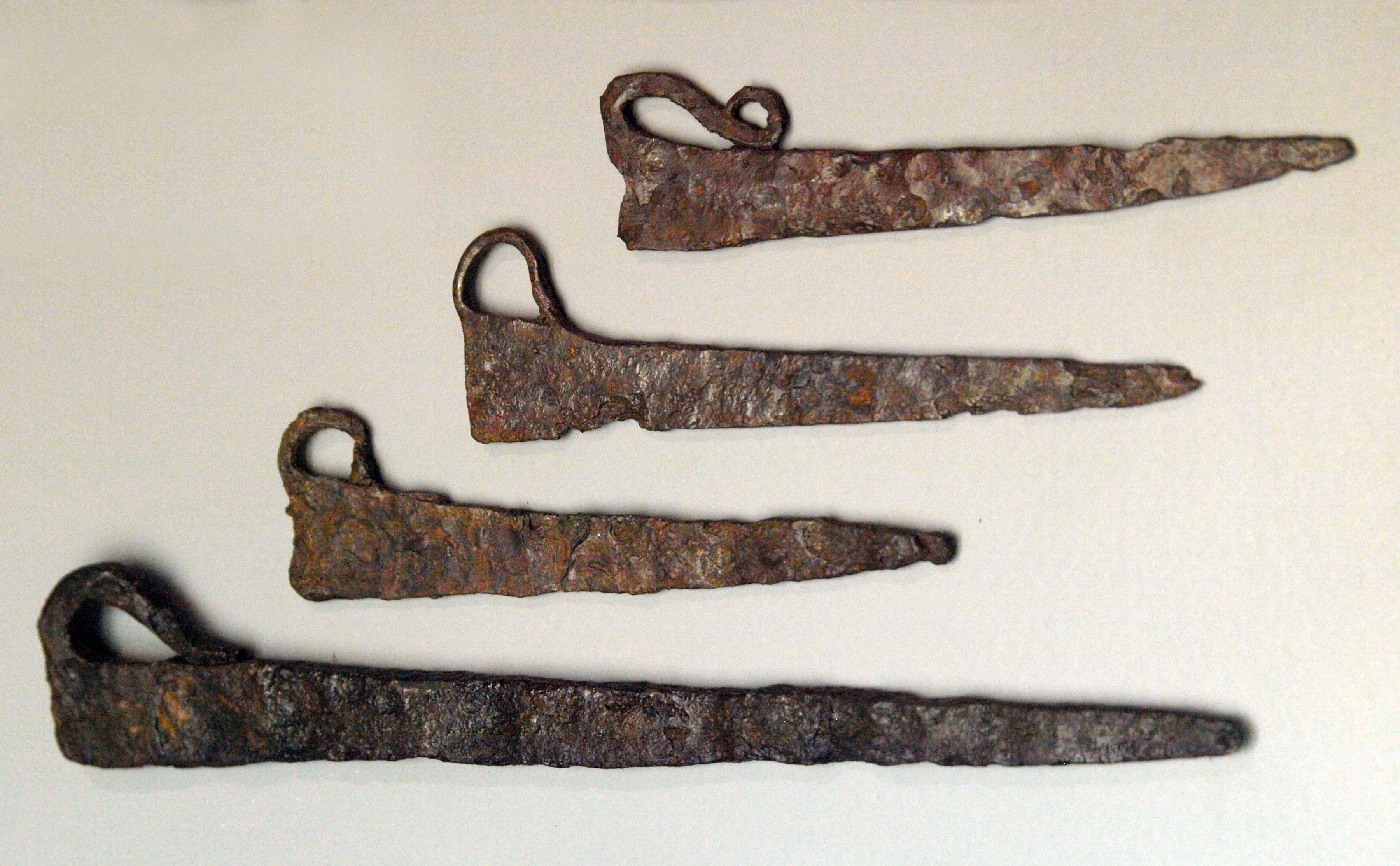
Picchetti di metallo di epoca romana del II-III sec. a.C.

Gli eserciti hanno sempre usato tende da campo durante le campagne militari. Una tattica militare usata nel passato fu quella di attaccare a cavallo con l'intento di scalzare i picchetti delle tende e far collassare le stesse sui nemici mentre dormivano. Esiste uno sport equestre che ha origine da tale tecnica, il tent pegging.
Le prime notizie di tale pratica risalgono al IV secolo a.C., dall'Asia e Europa orientale. La competizione sportiva nasce quindi da una pratica militare di addestramento alla guerra con cavallerizzi.
In accordo con la Fédération équestre internationale:
()
Quindi la pratica sportiva di collassare le tende scalzando i picchetti risale all'India o medio oriente e divenne popolare in India.

## Tipi

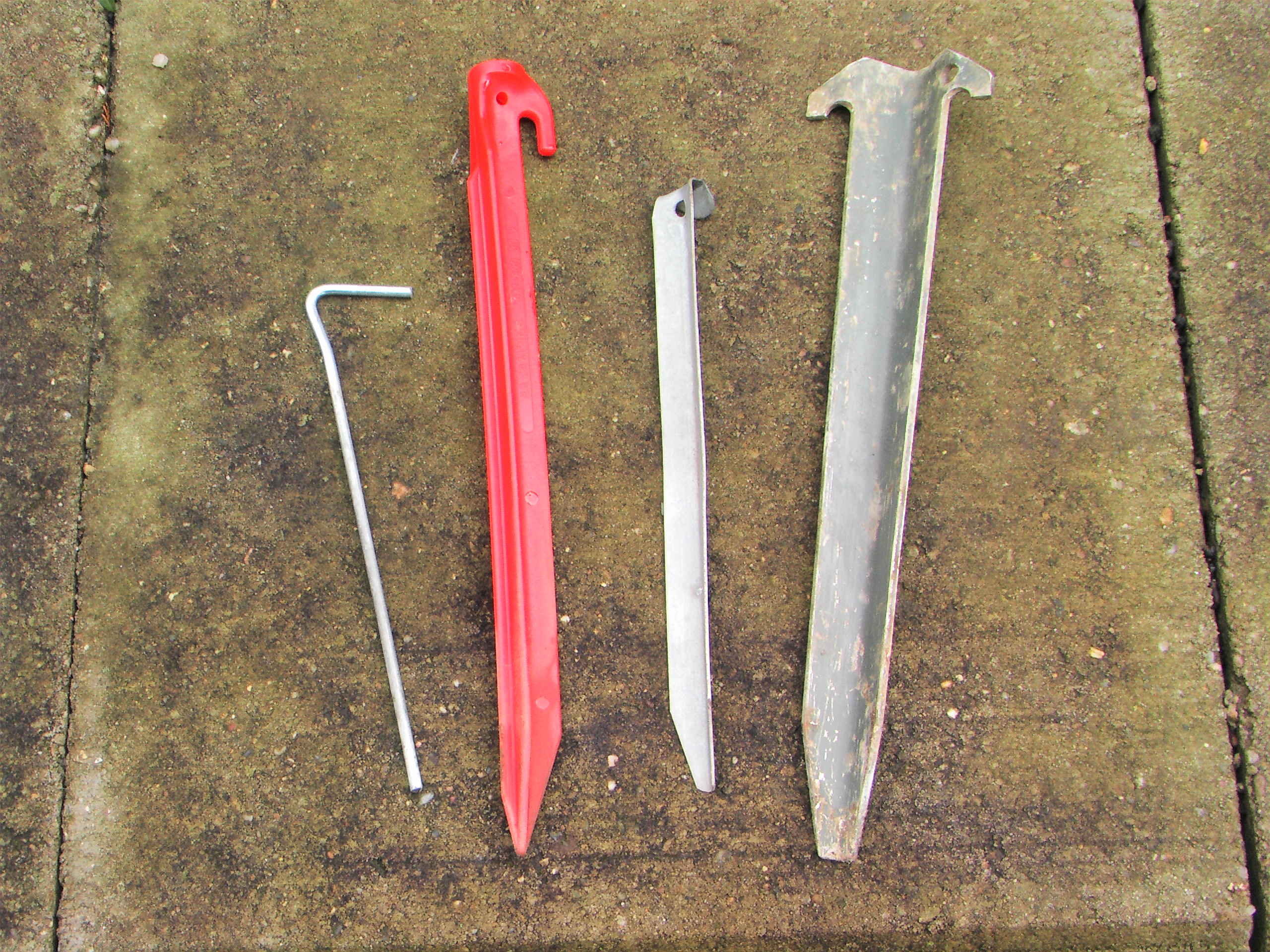
Vari picchetti

I picchetti hanno varie forme e dimensioni.
Le caratteristiche per la scelta del tipo di picchetto sono:
- tipo di terreno su cui deve essere posizionata la tenda, neve, sabbia, roccia, ecc.
- la misura della tenda, e il peso del materiale da tenere tensione e il vento contro
- condizioni atmosferiche
- peso dei picchetti per il trasporto in zaino

### Caratteristiche dei picchetti tenda

Profili di picchetti

I picchetti migliori hanno profilo simmetrico, conico o a "V". Hanno forma di gancio tale da permettere un secondo punto di contatto al suolo.
Altri hanno un foro per poter permettere il passaggio di corde. Il tipo "Delta" (o dog-leg) punta sempre verso la tenda e non può essere diversamente. Il profilo è parzialmente conficcato nel terreno e non può essere scalzato. Offrono la massima sicurezza.
Alcuni tipi di picchetti sono ricavati da lamiere in acciaio alla quale viene impressa una forma "V".  Questo permette di non ruotare nel terreno.
Le dimensioni variano solitamente da 150mm a 490mm, con spessori da 1.6 mm a 3.2 mm per quelli a sezione piatta e da 4 mm a 11.2 mm per quelli ricavati dal filo di ferro.
Quelli in plastica sono generalmente usati per terreni soffici.
Quelli per impieghi pesanti sono da 2.5mm a 5mm di spessore, in acciaio, con gancio saldato.

### Materiali

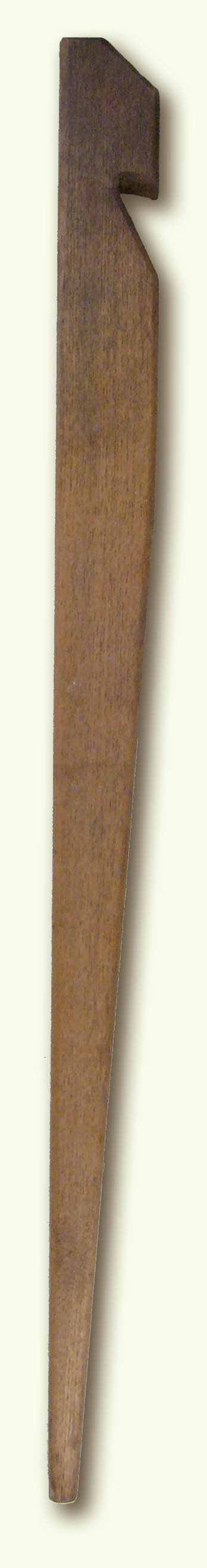
Un picchetto di legno

Il materiale può essere acciaio in barra o filo, acciaio in lamiera, alluminio, titanio in lega, ferro dolce, plastica, policarbonato, polipropilene, polistirene, o ABS. Quelli in acciaio sono generalmente trattati con zincatura o sono inossidabili inox. Anche la fibra di carbonio è utilizzata.
Tipi biodegradabili sono usati per la protezione dell'ambiente.

### Uso improvvisato dei picchetti da tenda
Il Libro dei Giudici racconta la storia di Giaele, moglie di Heber, un fabbricatore di tende: la donna uccide il giovane condottiero Sisara mediante un picchetto conficcatogli nella tempia mentre dorme. 
Picchetti sono stati usati anche in omicidi recenti come quello di Billie-Jo Jenkins.
Altri usi sono come chiodi da roccia, nella saga Sogdian Rock e da Jean-Christophe Lafaille nella sopravvivenza sull'Annapurna I.

## Galleria d'immagini

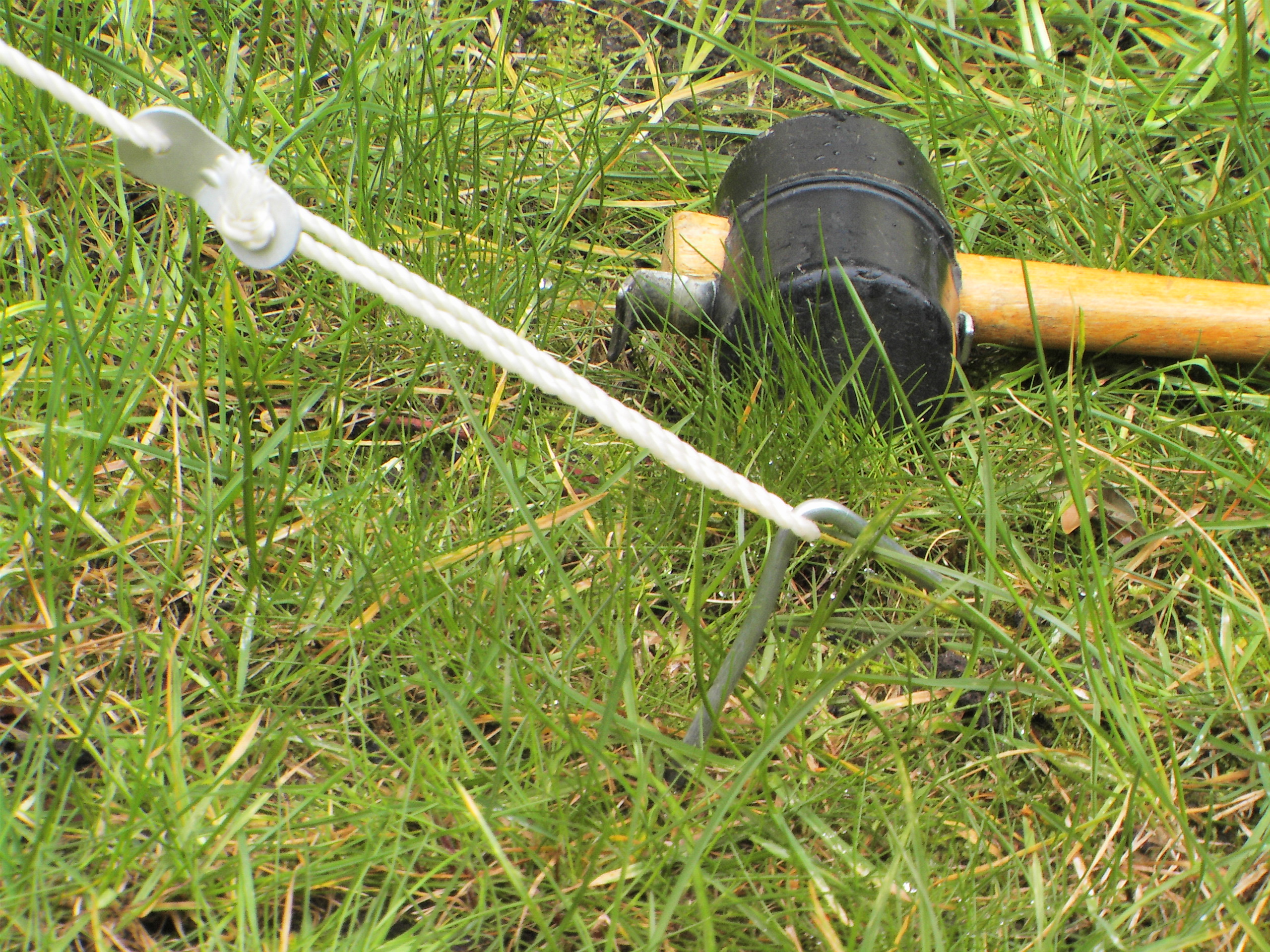
Un picchetto di filo di ferro piantato con mazzetta di gomma
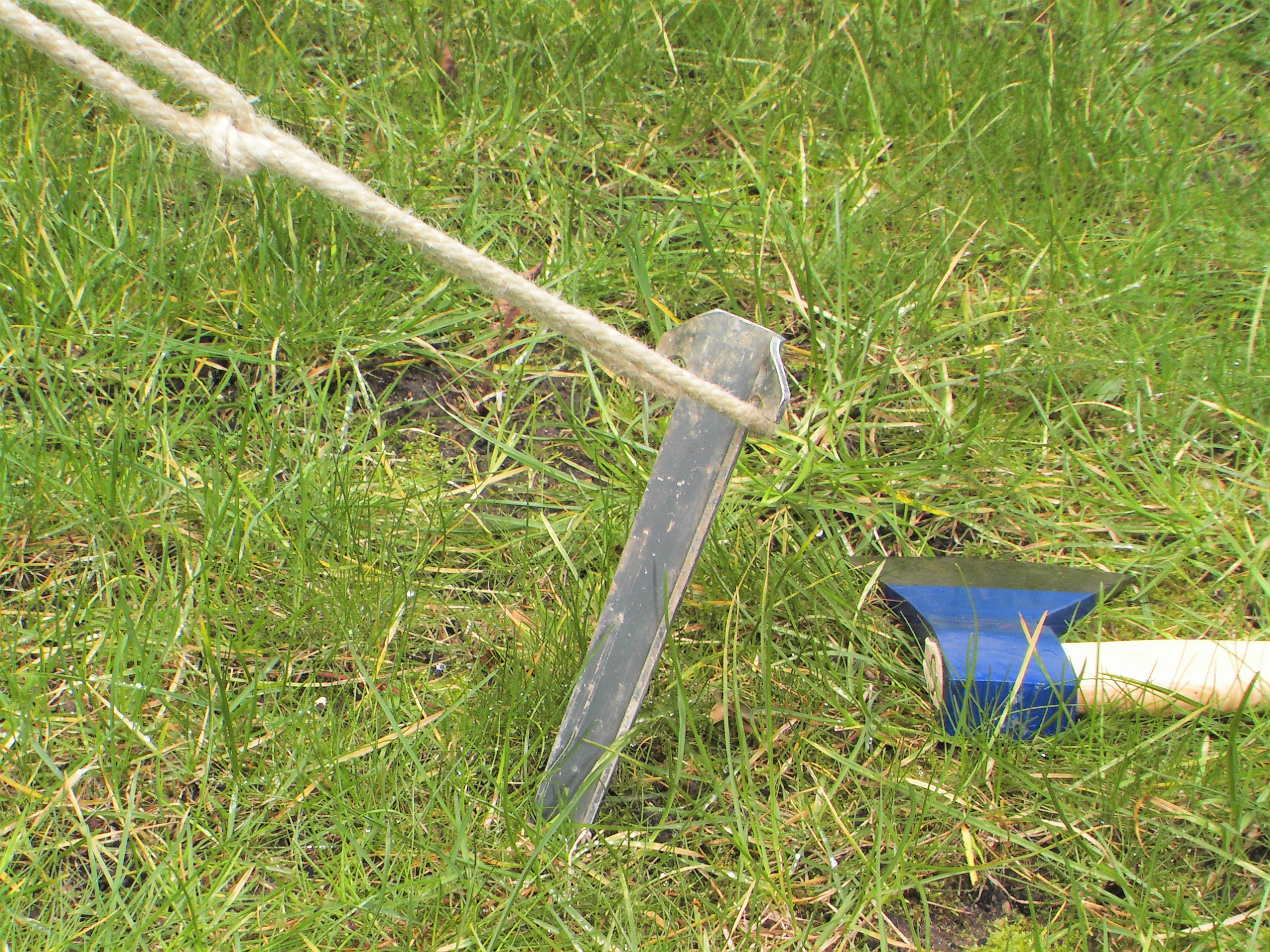
Un picchetto di metallo piantato nel terreno con un'ascia usata come mazzetta
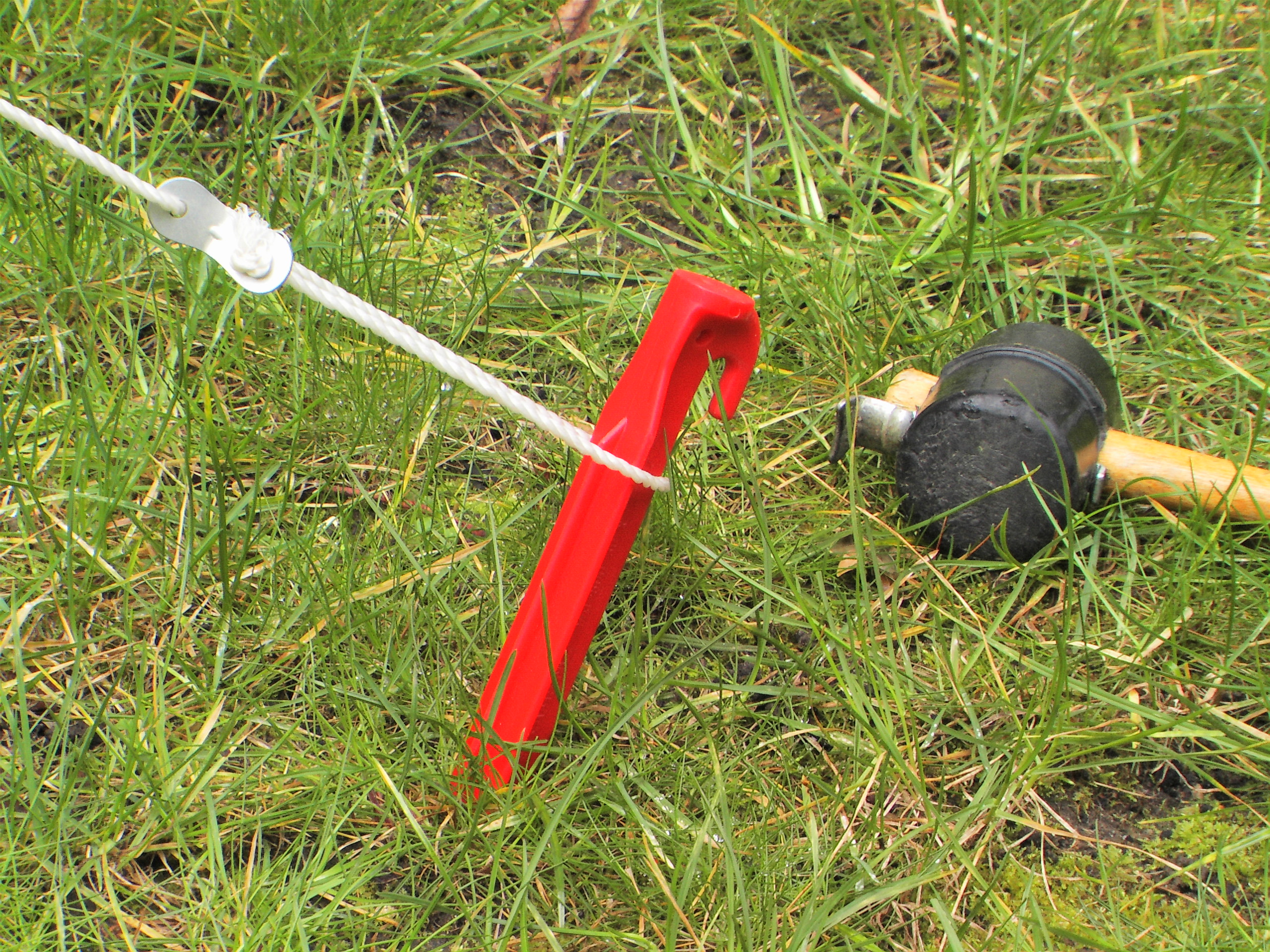
Picchetto di plastica con mazzetta di gomma
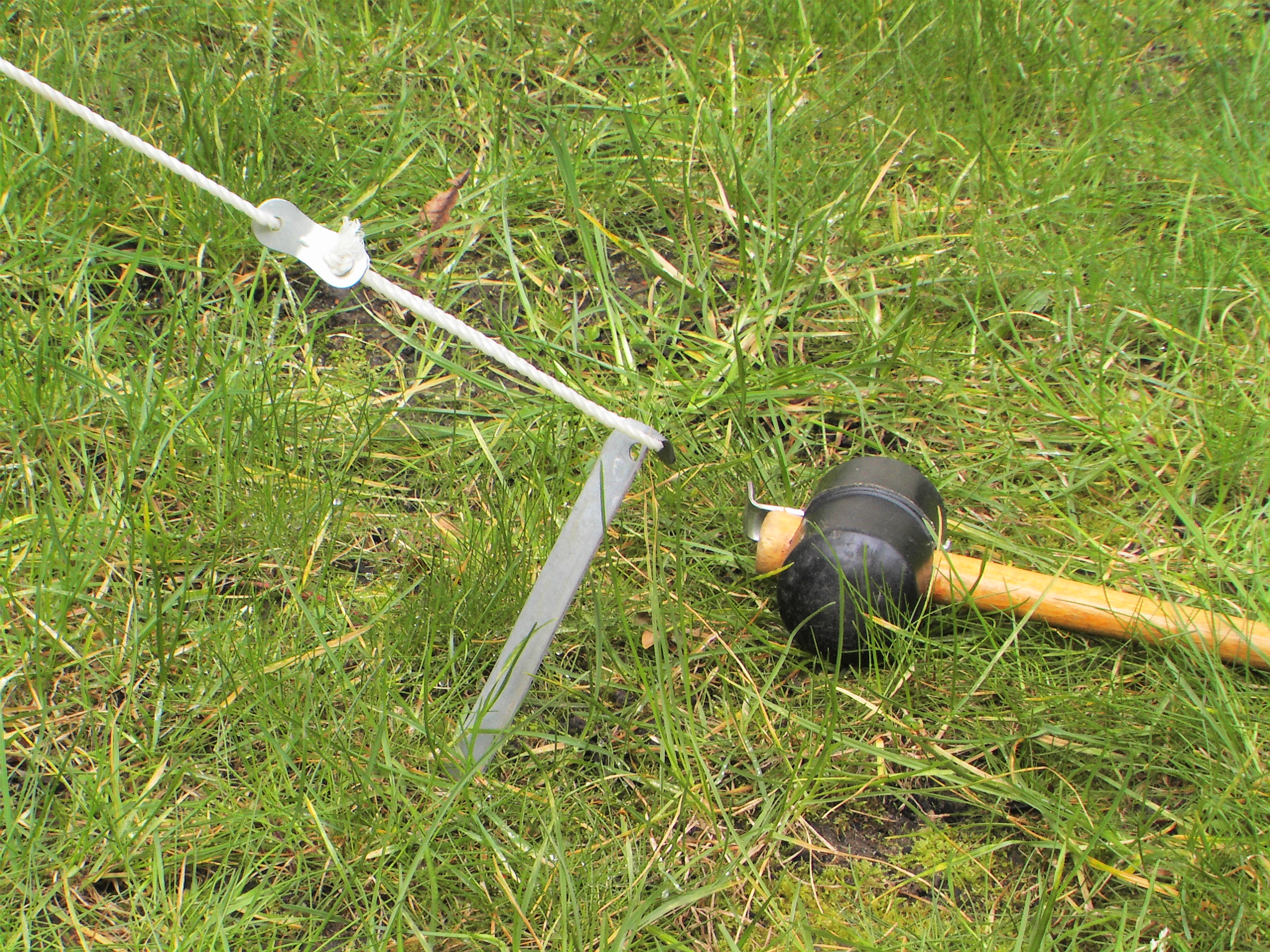
Un picchetto di metallo leggero piantato nel terreno con una mazzetta di gomma